# رولند شول
رولند شول (انگلیسی: Roland Scholl; ۳۰ سپتامبر ۱۸۶۵ – ۲۲ اوت ۱۹۴۵) یک شیمی‌دان، و استاد دانشگاه اهل سوئیس بود. واکنش شول در شیمی آلی به افتخار وی نامگذاری شده است.